# هیدروکسی‌متیل‌پنتیل‌سیکلوهگزن‌کربوکس‌آلدهید
هیدروکسی‌متیل‌پنتیل‌سیکلوهگزن‌کربوکس‌آلدهید (به انگلیسی: Hydroxymethylpentylcyclohexenecarboxaldehyde) یک ترکیب شیمیایی با شناسه پاب‌کم ۹۱۶۰۴ است. 